# La banda dei coccodrilli
La banda dei coccodrilli (Vorstadtkrokodile) è un film del 2009 diretto da Christian Ditter. È un remake del film Die Vorstadtkrokodile del 1977 diretto da Wolfgang Becker.
In Germania il film è uscito nel 2009, mentre in Italia è andato in onda su Sky Cinema Family nel 2011.

## Trama
Hannes è un giovane che da tempo sogna entrare nel gruppo di ragazzi della città, la cosiddetta Banda dei coccodrilli; decide quindi di affrontare la prova di coraggio per essere ammesso nel gruppo: arrampicarsi sul tetto di una vecchia fabbrica per recuperare la catenella raffigurante il loro animale simbolo. Hannes riesce nell'impresa, ma delle mattonelle gli scivolano da sotto i piedi e il ragazzo rimane prima aggrappato alla grondaia e poi solo a una fragile catena. Kai, un ragazzo disabile che stava guardando da un telescopio, avverte subito i pompieri che si recano al posto. Hannes all'ultimo momento riesce a prendere la catenella, cade sul gommone e subito dopo entra nel club.
Una sera, mentre è al computer, Kai sente degli spari e un vetro che improvvisamente si rompe. Si affaccia alla finestra e vede tre motociclisti che stanno rapinando un negozio e scappando. Il premio per chi acciuffa questi tre ladri è di 1000 Euro e la banda decide di provare a catturarli, anche perché la madre di Hannes non guadagna molto. Quando anche il negozio della madre di Hannes viene rapinato, lui vuole a tutti i costi catturare I ladri. Quando la banda va al loro rifugio, scopre che la casa sull'albero è definitivamente distrutta e bruciata, allora decide di andare alla fabbrica di mattoni e di costruire un nuovo nascondiglio. Questo, però, è già il nascondiglio dei tre motociclisti.
Sulla base di impronte di stivali e di pneumatici, la banda inizia a investigare. Ottengono poi un indizio e cioè che le impronte sono uguali alle ruote della moto di Dennis (il fratello maggiore di Frank) e che Kevin e Akmad sono i migliori amici del fratello. Hannes e Kai rivelano i loro sospetti agli altri, ma Frank non gli crede e anche gli altri hanno qualche dubbio, e quando anche Kai cambia idea, Hannes lascia il gruppo e se ne va arrabbiato. Più tardi Frank rivela al fratello quello che hanno detto Kai e Hannes.
Kai allora si ritrova a scappare dai tre motociclisti. A bordo della sua sedia a rotelle munita di razzi a propulsione inseritosi dentro, riesce a schivarli tutti, ma alla fine si ritrova davanti delle scalinate e Kai cade di sotto. Grazie a Kai, Hannes insieme al resto della banda si reca dalla polizia e riferisce l'accaduto, ma non vengono ascoltati, perché vengono arrestati altri per una denuncia probabilmente fatta da Dennis e i suoi complici. 
I coccodrilli, dopo essere andati a casa di Kai per fare un piano, decidono di andare alla fabbrica di mattoni per catturare i ladri. Mettono delle telecamere per averne le prove, infine riescono ad acciuffarli e fanno demolire una volta per tutte la fabbrica cadente. La banda si aggiudica il premio e con questi soldi compra una sedia a rotelle speciale per Kai.
Maria era innamorata sin dall'inizio di Hannes, che durante la demolizione della fabbrica le dimostra di ricambiare e la bacia. La madre di Hannes, che doveva finire degli studi, riesce a passare gli esami che renderanno migliore il futuro del figlio.

## Sequel
Sono stati girati altri due film, così da comporre una trilogia:
- La banda dei coccodrilli indaga
- La banda dei coccodrilli - Tutti per uno

## Premi
Nel 2009, il film ha vinto due premi al Festival Olandese, nel 2010 è stato seguito dal Deutscher Filmpreis come Miglior lungometraggio coinvolgente ragazzi, mentre l'attore Nick Romeo Reimann è stato candidato allo Young Artist Award come migliore attore internazionale.